# (15849) Billharper
(15849) Billharper (1995 YM10) – planetoida z grupy pasa głównego asteroid okrążająca Słońce w ciągu 5,07 lat w średniej odległości 2,95 j.a. Odkryta 18 grudnia 1995 roku.